# Балада про стару зброю
«Балада про стару зброю» (рос. «Баллада о старом оружии») — російський радянський пригодницький воєнний фільм Геннадія Вороніна, створений на основі однойменного роману Вацлава Михальського. Прем'єра відбулась у травні 1988 року.

## Сюжет фільму
Дії фільму відбуваються в роки Другої світової війни на території північного Кавказу. Для зупинки наступу німецький військ на Кавказ з місцевих сіл мобілізуються додаткові сили. Разом з наступним ешелоном із майбутніми солдатами вирушає і мати двох синів Патімат, яким вона хоче передати бойові ножі, як потрібно за традицією. Призовники не встигають навчитись військовій праці і їх одразу відправляють на фронт. По дорозі з ними трапляються різні пригоди, вони потрапляють у засідку, ведуть навчання, але весь час з ними перебуває Патімат.

## В ролях
| Актор                  | Роль               |
| ---------------------- | ------------------ |
| Патімат Хізроєва       | мати Патімат       |
| Сергій Скрипкін        | лейтенант Зворикін |
| Олександр Дем'яненко   | Іванов             |
| Віктор Борцов          | Гриценко           |
| Леонід Білозорович     | Кирил Циркачов     |
| Магомедаріп Сурхатілов | Расул              |
| Ірена Дубровська       | Ніна               |
| Борис Чунаєв           | майор              |
| Валерій Алєксєєв       | постовий           |
| Дадат Сайднуров        | Магома             |
| Михайло Шишков         | циган              |
| Валентина Клягіна      | медсестра          |
| Борис Клюєв            | німецький командир |

## Знімальна група
- Режисер: Геннадій Воронін
- Сценаристи: Вацлав Михальський
- Оператор: Леонід Литвак
- Композитор: Анна Ікрамова